# كريستوفر بيكر
كريستوفر بيكر (بالألمانية: Christopher Becker)‏ هو منتج أفلام وكاتب سيناريو ومخرج ألماني، ولد في 1 مايو 1980 في باد مونستر آيفل في ألمانيا.

## وصلات خارجية
- كريستوفر بيكر على موقع IMDb (الإنجليزية)
- كريستوفر بيكر على موقع قاعدة بيانات الفيلم (الإنجليزية)
- كريستوفر بيكر على موقع كينوبويسك (الروسية)